# NHL 1960/61
Die NHL-Saison 1960/61 war die 44. Spielzeit in der National Hockey League. Sechs Teams spielten jeweils 70 Spiele. Den Stanley Cup gewannen die Chicago Blackhawks nach einem 4:2-Erfolg in der Finalserie gegen die Detroit Red Wings zum dritten Mal. Nach einem sensationellen Start in die Saison hatte man damit gerechnet, dass Frank Mahovlich als zweiter Spieler in der NHL-Geschichte die 50-Tore-Marke knacken könnte. Nach 29 Spielen hatte er 26 Treffer, elf Spiele vor Saisonende fehlten ihm noch neun. Er schaffte nur sieben und wurde auf der Zielgeraden von Bernie Geoffrion überholt, der die bisherige Bestmarke von 50 Toren einstellte. Der Erste, der diese Marke erreichte, war Maurice Richard, der vor der Saison seine Schlittschuhe an den Nagel gehängt hatte. Das Spiel war ihm zu schnell geworden. Die Hockey Hall of Fame verzichtete auf die sonst übliche dreijährige Wartezeit und nahm ihn sofort auf.

## Reguläre Saison

### Abschlusstabelle
Abkürzungen: W = Siege, L = Niederlagen, T = Unentschieden, GF= Erzielte Tore, GA = Gegentore, Pts = Punkte
|                     | W  | L  | T  | GF  | GA  | Pts |
| ------------------- | -- | -- | -- | --- | --- | --- |
| Montréal Canadiens  | 41 | 19 | 10 | 254 | 188 | 92  |
| Toronto Maple Leafs | 39 | 19 | 12 | 234 | 176 | 90  |
| Chicago Blackhawks  | 29 | 24 | 17 | 198 | 180 | 75  |
| Detroit Red Wings   | 25 | 29 | 16 | 195 | 215 | 66  |
| New York Rangers    | 22 | 38 | 10 | 204 | 248 | 54  |
| Boston Bruins       | 15 | 42 | 13 | 176 | 254 | 43  |

### Beste Scorer
Abkürzungen: GP = Spiele, G = Tore, A = Assists, Pts = Punkte
| Spieler          | Team       | GP | G  | A  | Pts |
| ---------------- | ---------- | -- | -- | -- | --- |
| Bernie Geoffrion | Montreal   | 64 | 50 | 45 | 95  |
| Jean Béliveau    | Montreal   | 69 | 32 | 58 | 90  |
| Frank Mahovlich  | Toronto    | 70 | 48 | 36 | 84  |
| Andy Bathgate    | NY Rangers | 70 | 29 | 48 | 77  |
| Gordie Howe      | Detroit    | 64 | 23 | 49 | 72  |
| Norm Ullman      | Detroit    | 70 | 28 | 42 | 70  |
| Red Kelly        | Toronto    | 64 | 20 | 50 | 70  |
| Dickie Moore     | Montreal   | 57 | 35 | 34 | 69  |
| Henri Richard    | Montreal   | 70 | 24 | 44 | 68  |
| Alex Delvecchio  | Detroit    | 70 | 27 | 35 | 62  |

## Stanley-Cup-Playoffs
|  | Halbfinale | Halbfinale            | Halbfinale |  |  | Stanley-Cup-Finale | Stanley-Cup-Finale  | Stanley-Cup-Finale |
|  |            |                       |            |  |  |                    |                     |                    |
|  |            |                       |            |  |  |                    |                     |                    |
|  | 1          | Canadiens de Montréal | 2          |  |  |                    |                     |                    |
|  | 3          | Chicago Black Hawks   | 4          |  |  |                    |                     |                    |
|  |            |                       |            |  |  | 3                  | Chicago Black Hawks | 4                  |
|  |            |                       |            |  |  | 4                  | Detroit Red Wings   | 2                  |
|  | 2          | Toronto Maple Leafs   | 1          |  |  |                    |                     |                    |
|  | 4          | Detroit Red Wings     | 4          |  |  |                    |                     |                    |
|  |            |                       |            |  |  |                    |                     |                    |

## NHL-Auszeichnungen
| Art Ross Trophy:              | Bernie Geoffrion, Montréal Canadiens |
| Calder Memorial Trophy:       | Dave Keon, Toronto Maple Leafs       |
| Hart Memorial Trophy:         | Bernie Geoffrion, Montréal Canadiens |
| Lady Byng Memorial Trophy:    | Red Kelly, Toronto Maple Leafs       |
| Vezina Trophy:                | Johnny Bower, Toronto Maple Leafs    |
| James Norris Memorial Trophy: | Doug Harvey, Montréal Canadiens      |